# Pŏpgyŏng Hyŏnhwi
Pŏpgyŏng Hyŏnwi (ur. 875, zm. 941) – koreański mistrz sŏn z jednej z 9 górskich szkół sŏn – sŏngju.

## Życiorys
Pochodził z rodziny Yi.
Był uczniem mistrza sŏn Simgwanga (ucznia Muyŏma) w jego klasztorze Yŏnggaksan.
W 906 r. udał się do Chin po nauki. Praktykował u mistrza chan Jiufenga Daoqiana.
Po otrzymaniu od niego przekazu Dharmy powrócił w 924 r. do Korei (Silla). Nauczał w Chŏngt'oranya (Las Czystej Krainy) na życzenie króla T'aejo. Był traktowany jako Narodowy Nauczyciel (kor. kuksa).

## Linia przekazu Dharmy zen
Pierwsza liczba oznacza liczbę pokoleń mistrzów od 1 Patriarchy indyjskiego Mahakaśjapy.
Druga liczba oznacza liczbę pokoleń od 28/1 Bodhidharmy, 28 Patriarchy Indii i 1 Patriarchy Chin.
Trzecia liczba oznacza początek nowej linii przekazu w danym kraju.
- 36/9 Yaoshan Weiyan (751–834)
  - 37/10 Daowu Yuanzhi (768–836)
    - 38/11 Shishuang Qingzhu (807–883)
      - 39/12 Jiufeng Daoqian (zm. 932)
        - 40/13/1 Pŏpgyŏng Hyŏnhwi (875–941) szkoła sŏngju – Korea

Powyższa linia ukazuje jego chińskie koneksje. Koreańska linia przekazu Dharmy podana jest przy omówieniu szkoły sŏngju.